# Rudiano
Rudiano é uma comuna italiana da região da Lombardia, província de Bréscia, com cerca de 4.601 habitantes. Estende-se por uma área de 9 km², tendo uma densidade populacional de 511 hab/km². Faz fronteira com Calcio (BG), Chiari, Pumenengo (BG), Roccafranca, Urago d'Oglio.

## Demografia
| Variação demográfica do município entre 1861 e 2011                               |
|                                                                                   |
| Fonte: Istituto Nazionale di Statistica (ISTAT) - Elaboração gráfica da Wikipedia |